# Часовня Милиновичей
Часовня Милиновичей (серб. Милиновић капела) — часовня на Православном кладбище города Суботицы (АК Воеводина, Сербия). Памятник культуры Сербии.

## Описание
Часовня построена в 1898 году по проекту неизвестного архитектора. Находится в непосредственной близости от часовни Остоичей. Представляет собой сооружение в эклектическом стиле на квадратном плане. С внешней стороны вход выделяется двумя колоннами, украшенными растительными капителями. На капителях расположен архитрав с надписью: «Породична гробница Стевана Милиновића», над которым расположен треугольный тимпан с декоративными зубцами в нижней части. Стены построены из жёлтого кирпича с каменными блоками на углах. Восьмиугольный барабан с четырьмя окнами построен из жёлтого кирпича, украшен пилястрами и гербом семьи Милиновичей. На барабане размещён купол. Изнутри стены часовни отделаны мрамором. На парусах изображены лики четырёх евангелистов.